# Motor aeronáutico

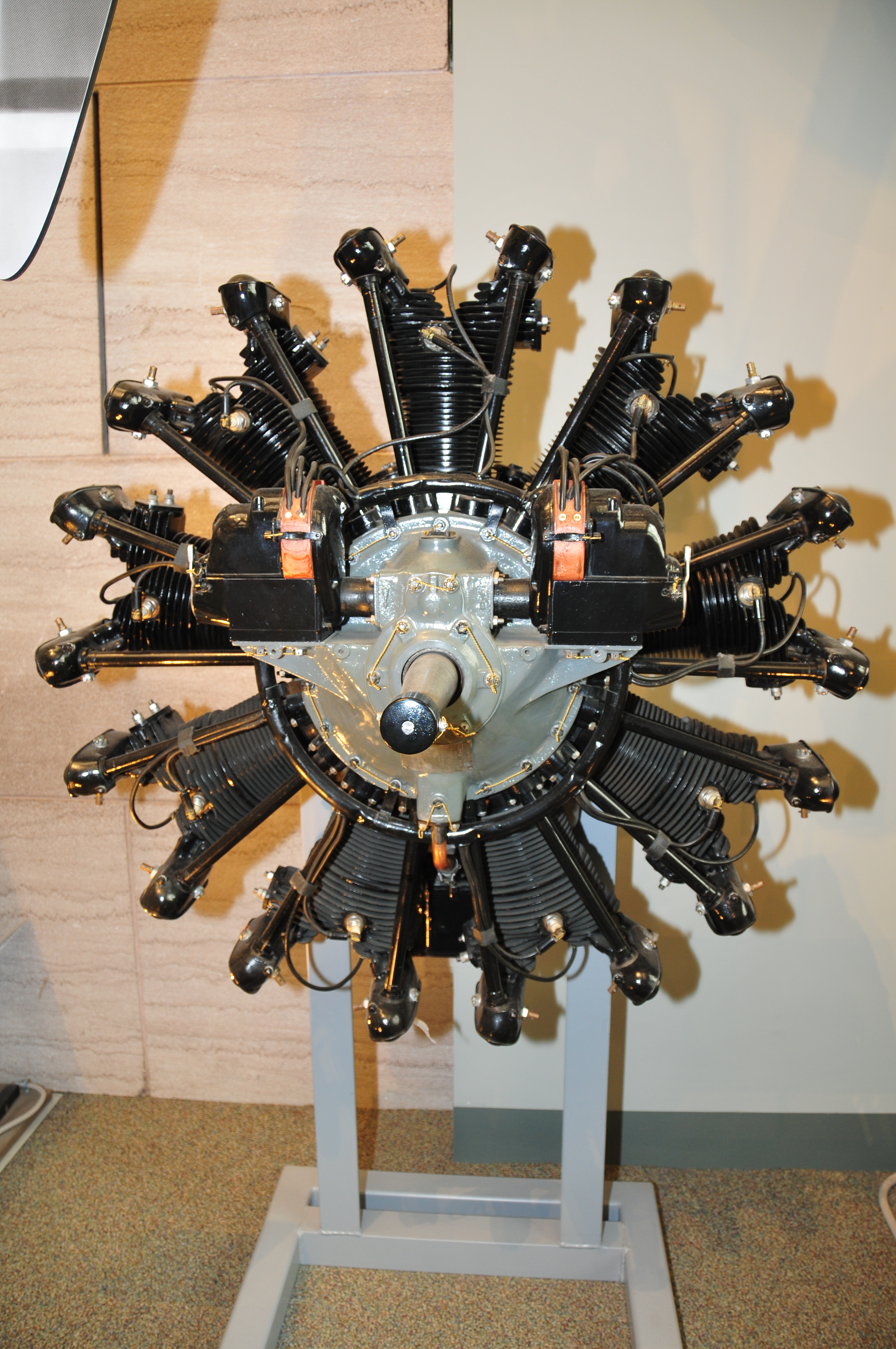
Uno de los primeros radiales y uno de los más famosos, el Wright Whirlwind J-5, que equipó entre otros al Spirit of Saint Louis.

Un motor aeronáutico o motor de aviación es aquel que se utiliza para la propulsión de aeronaves mediante la generación de una fuerza de empuje.
Existen distintos tipos de motores de aviación, aunque se dividen en dos clases básicas: motores recíprocos —o de pistón— y de turbina de gas. Recientemente y gracias al desarrollo de la NASA y otras entidades, se ha comenzado también la producción de motores eléctricos para aeronaves que funcionen con energía solar fotovoltaica.

## Evolución
Gracias al ciclo Otto se inventó el motor de combustión interna, que sería aplicado a la incipiente aeronáutica de finales del siglo XIX. Estos motores, enfriados por agua, generaban potencia por medio de una hélice. La hélice debido a sus palas alabeadas, propulsaba la masa de aire circundante, arrastrando al aeroplano hacia adelante, produciendo el vuelo. En 1903, los hermanos Wright lograron realizar el sueño casi imposible de hacer volar un artefacto más denso que el aire.
Los motores se perfeccionaron con el tiempo, logrando aprovechar su potencia para luego ser montados en los primeros aviones de transporte y militares, como los de la Primera Guerra Mundial. 
De los descubrimientos en la física y la mecánica de fluidos se tomó el principio de Bernoulli, teorema en el que se fundarían las bases para la invención de los cohetes bélicos y de los motores de reacción, cuyo principio se basa en leyes físicas como el principio de acción y reacción. Entre los años 1940 y 1942 se crearon los primeros motores a reacción a ser utilizados en los aviones de combate en la Segunda Guerra Mundial.
Más tarde, vendría el gran cambio a los motores a reacción, que en un inicio fueron motores Straight Jet, es decir, de flujo de aire directo, (no poseían fan) y desplazaron por completo a finales de los años 50 el desarrollo de grandes aviones con motor a pistón por aviones a reacción con gran autonomía y velocidad.
La industria del motor de aviación ha dado un gran salto tecnológico; hoy se emplean los motores turbofán en aviones comerciales. Para los aviones de combate se ha mejorado su rendimiento, con motores turbofan de baja derivación y postcombustión (postquemador), aumentando el empuje de los motores durante situaciones específicas mediante la aspersión de combustible al aire caliente entre la turbina y la tobera de escape.
En la aviación moderna se emplean básicamente dos tipos de motores, los de turbofan y los de turbohélice. Si bien, en la aeronáutica también se emplean motores con combustibles sólidos, los montados en aviones, tanto comerciales como militares, emplean combustibles líquidos.
En la aviación civil, dentro de la categoría de aviación general que abarca aviones que no superan ciertas dimensiones o configuraciones de potencia, son usuales los motores de combustión interna que no se basan en el principio de las turbinas de gas sino en el movimiento alternativo de pistones, que han tenido una evolución relativamente lenta desde que el motor a pistón perdió su protagonismo como sistema propulsor principal de todo tipo de aviones a comienzos de la década de 1960.
En la categoría de aviación privada y de negocios conviven aviones propulsados por turbohélice y turbofan, que no llegan a las dimensiones de los aviones comerciales (con excepciones como el Boeing BBJ) y se ubican como intermedio entre la aviación general y la de grandes aviones de pasajeros; en esta categoría se proyectan motores turbofan cada vez más compactos que permitan mejorar el rendimiento aerodinámico y la eficiencia de combustible (para aumentar la velocidad y autonomía) mientras que los turbohélice se han diversificado en innumerables soluciones de aviones utilitarios e incluso de entrenamiento militar (por ej. monomotores de Embraer y Pilatus)
Muchos de los primeros aviones turbohélice de aviación general nacieron como un salto natural al sustituir el motor a pistón por el motor a reacción, así que no es extraño que existan métodos de conversión o que compañías como Cessna y Piper hayan ofrecido modelos con dicha evolución; sin embargo este cambio o aumento en sus prestaciones representa también un aumento en el costo operativo y uso de combustible, así que muchos de los aviones desarrollados con turbohélice para aviación general desde mediados de la década de 1970 hasta mediados de 1980 desaparecieron rápidamente, mientras que en aplicaciones comerciales de mayor tamaño el relativo menor costo operativo de un turbohélice frente a un turboventilador ha permitido el florecimiento de aviones utilitarios de pequeño y mediano tamaño (como la longeva familia de Beechcraft King Air, el exitoso Lockheed C-130 Hercules o el reciente transporte militar Airbus A400M) y de aerolíneas regionales que ofrecen vuelos cortos y de conexión a bajo costo, un mercado que cada vez se hace más grande y cuenta con mayores desarrollos de potencia y capacidad (como el reciente Bombardier Q series) en la que también compiten aviones derivados de la aviación privada que, con motores turbofan más potentes, han podido diseñarse para transportar una cantidad intermedia de pasajeros en jets relativamente pequeños y distancias cortas.

## Motores de combustión interna
La aviación como la conocemos comenzó gracias a la propulsión de aeronaves mediante motores de cilindros y pistones, también llamados motores alternativos o motores recíprocos. A pesar de que existían otros métodos y formas de propulsión, los motores de combustión interna permitieron una propulsión de trabajo constante, operados principalmente por gasolina. Debido a la rudimentaria tecnología de finales del siglo XIX, puede atribuirse en parte al desarrollo de los motores el que a comienzos del siglo XX el vuelo propulsado fuera posible. Por ejemplo, el motor que usó el Flyer III de los hermanos Wright hecho con la ayuda del mecánico Charles Taylor, fue un gran éxito debido a su excelente relación peso a potencia, ya que era un motor con un peso de 170 libras que producía una potencia de unos 12 CV a 1.025 RPM.

### Motor en línea

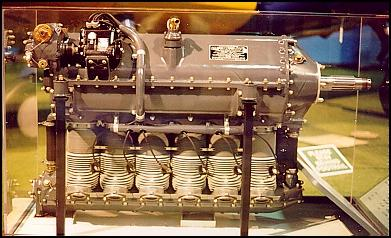
Ranger L-440, motor en línea invertido de seis cilindros refrigerado por aire, usado en el Fairchild PT-19.

Este tipo de motor tiene los cilindros alineados en una sola fila. Normalmente tienen una cantidad par de cilindros, pero existen casos de motores en línea con cilindros impares; esto se debe a que el balance de potencia producido es más fácil de equilibrarse con una cantidad par a lo largo del cigüeñal. La principal ventaja de un motor en línea es que permite que el avión pueda ser diseñado con un área frontal reducida que ofrece menor resistencia aerodinámica. Si el cigüeñal del motor está ubicado encima de los cilindros se le llama un motor en línea invertido, esta configuración permite que la hélice sea montada en una posición más alta, a una mayor distancia del suelo, permitiendo un tren de aterrizaje corto. Una de las desventajas de un motor en línea es que ofrece una  relación potencia a peso inferior, debido a que el cárter y el cigüeñal son largos y por tanto más pesados. Estos pueden ser refrigerados por aire o por líquido, pero lo más común es que sean refrigerados por líquido porque resulta difícil obtener un flujo de aire suficiente para refrigerar directamente los cilindros de la parte trasera. Este tipo de motores eran habituales en los primeros aviones, incluido el Wright Flyer, la primera aeronave en realizar un vuelo controlado con motor. Sin embargo, las desventajas inherentes del diseño pronto se hicieron evidentes, y el diseño en línea fue abandonado a favor del motor en V, siendo una rareza en la aviación moderna.

### Motor rotativo

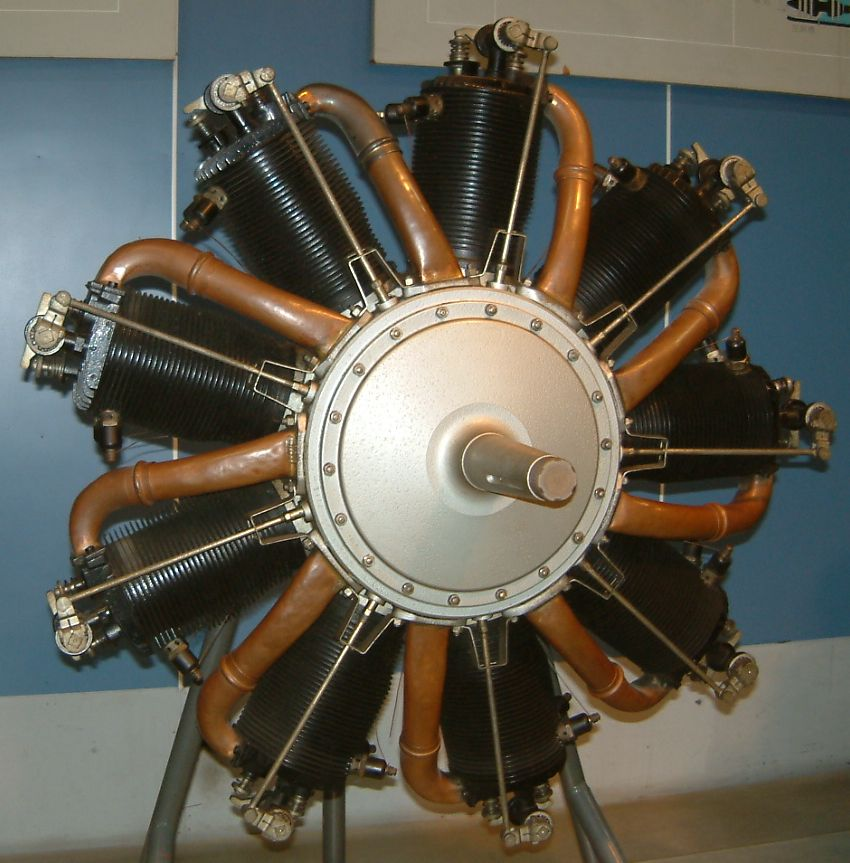
Motor rotativo Le Rhône 9C.

A principios de la Primera Guerra Mundial, cuando los aviones estaban siendo utilizados para fines militares por primera vez, se hizo evidente que los motores en línea existentes eran demasiado pesados para la cantidad de potencia que ofrecían. Los diseñadores de aviones necesitaban un motor que fuera ligero, potente, barato, y fácil de producir en grandes cantidades. El motor rotativo cumplió esos objetivos. Los motores rotativos —no confundir con el motor Wankel— tienen todos los cilindros distribuidos circularmente en torno al cárter como el posterior motor radial, pero con la diferencia de que el cigüeñal está atornillado a la estructura del avión, y la hélice está atornillada a la carcasa del motor. De este modo el motor entero gira junto a la hélice, proporcionando un gran de flujo de aire para la refrigeración, independientemente de la velocidad de avance de la aeronave. Algunos de estos motores eran de dos tiempos, con una gran relación potencia a peso. Por desgracia, los severos efectos giroscópicos de un pesado motor rotando a altas velocidades hacían que el avión fuera más difícil de pilotar. Estos motores también consumían grandes cantidades de aceite de ricino, que se propagaba por todo el fuselaje y creaba humos repugnantes para los pilotos. Eran motores muy poco fiables, debido a que funcionaban a máxima potencia todo el tiempo sin que pudiera controlarse el paso de gasolina (sólo se podían encender o apagar), sus componentes internos no estaban hechos para resistir varias horas de uso, tendían a sobrecalentarse por encima de 350 °C, temperatura a la cual varios componentes comienzan a fundirse y perforarse permitiendo fugas de aceite que se inflamaba inmediatamente, provocando el incendio del motor y de la aeronave, un hecho que cobró muchas vidas en la Primera Guerra Mundial, época en la cual no se contaba con paracaídas o trajes ignífugos.
Los diseñadores de motores siempre habían sido conscientes de las muchas limitaciones del motor rotativo. Una vez los motores de estilo estático se hicieran más fiables y redujeran su peso relativo, los días del motor rotativo estaban contados.

### Motor en V

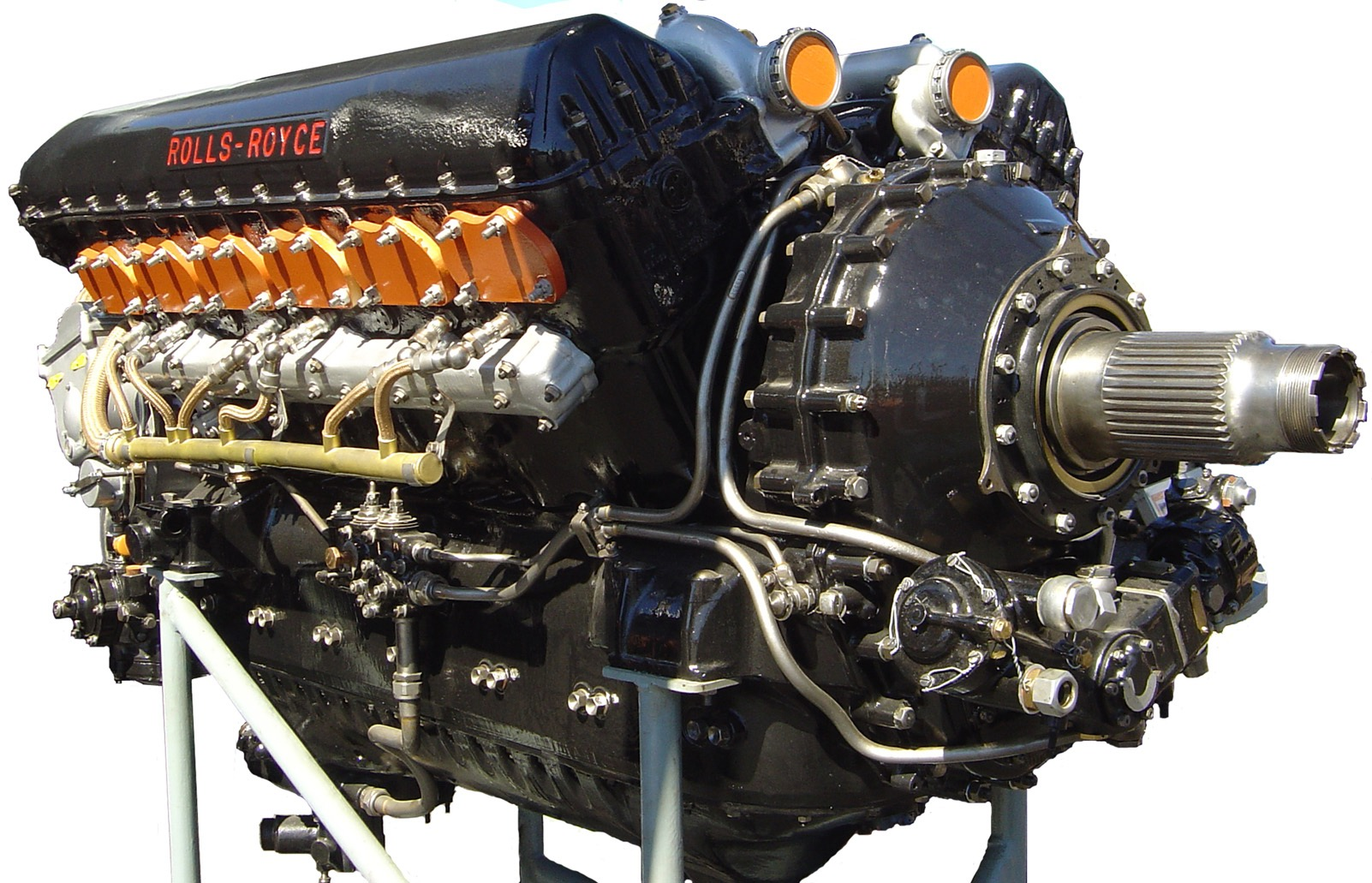
Rolls-Royce Merlin, un motor en configuración V12 refrigerado por líquido.

En este tipo de motores los cilindros están dispuestos en dos bancadas, inclinadas con una diferencia de entre 30 y 60 grados, es decir, en forma de V. La gran mayoría de motores en V son enfriados con agua. Estos ofrece una relación potencia a peso mayor que un motor en línea, mientras que siguen manteniendo una área frontal reducida. Quizás el más famoso ejemplo de este tipo de motores sea el legendario Rolls Royce Merlin, un motor V12 60° de 27 litros usado, entre otros, en los cazas británicos Supermarine Spitfire y Hawker Hurricane, que jugaron un importante papel en la Batalla de Inglaterra, y en el exitoso bombardero también británico Avro Lancaster. La Serie DB 600 de Daimler-Benz también es un buen ejemplo de motores V12, en este caso que equipaban muchos aviones alemanes de la Segunda Guerra Mundial.

### Motor radial
El motor radial o en estrella apareció hacia 1925. Este tipo de motores tienen una o más filas de cilindros distribuidos circularmente en torno al cigüeñal. Cada fila tiene un número impar de cilindros para que el motor tenga un buen funcionamiento. De cuatro tiempos y refrigerados por aire, los motores radiales sólo tienen una muñequilla en el cigüeñal por cada fila de cilindros y por tanto un cárter relativamente pequeño (a veces separado), ofreciendo una buena relación potencia a peso. Debido a que la disposición de los cilindros expone muy bien las superficies de irradiación de calor del motor al aire y tiende a cancelar las fuerzas recíprocas, los radiales suelen enfriar de forma uniforme y durable.
El gran salto de estos motores fue permitir mayor potencia con menos peso, mayor confiabilidad que los motores rotativos y a diferencia de estos tenían un bloque fijo; tienen menor complejidad del conjunto en comparación a los motores en línea o en V ya que no necesitan del sistema de refrigeración por líquido y sus componentes, además de estar diseñados para poder ser ensamblados con la menor cantidad de piezas posible.
En los aviones militares desarrollados durante la Segunda Guerra Mundial, la gran área frontal que caracteriza a este tipo de motores actuó como una capa extra de blindaje para el piloto y podían funcionar aún con varios cilindros dañados o bielas rotas, aumentando las posibilidades de sobrevivir o de volar de regreso y a salvo. Sin embargo, esa gran área plana frontal también hace que el avión tenga un perfil aerodinámico ineficiente. Otro inconveniente es que los cilindros inferiores, que están debajo del cárter, pueden llenarse de aceite cuando el motor está parado durante un largo periodo, y si el aceite no es retirado de los cilindros antes de arrancar el motor, se pueden producir graves daños en los componentes por bloqueo hidrostático.
Estos motores se produjeron hasta comienzos de la década de 1960, cuando fueron desplazados definitivamente por otro tipo de motores.

### Motor de cilindros en oposición

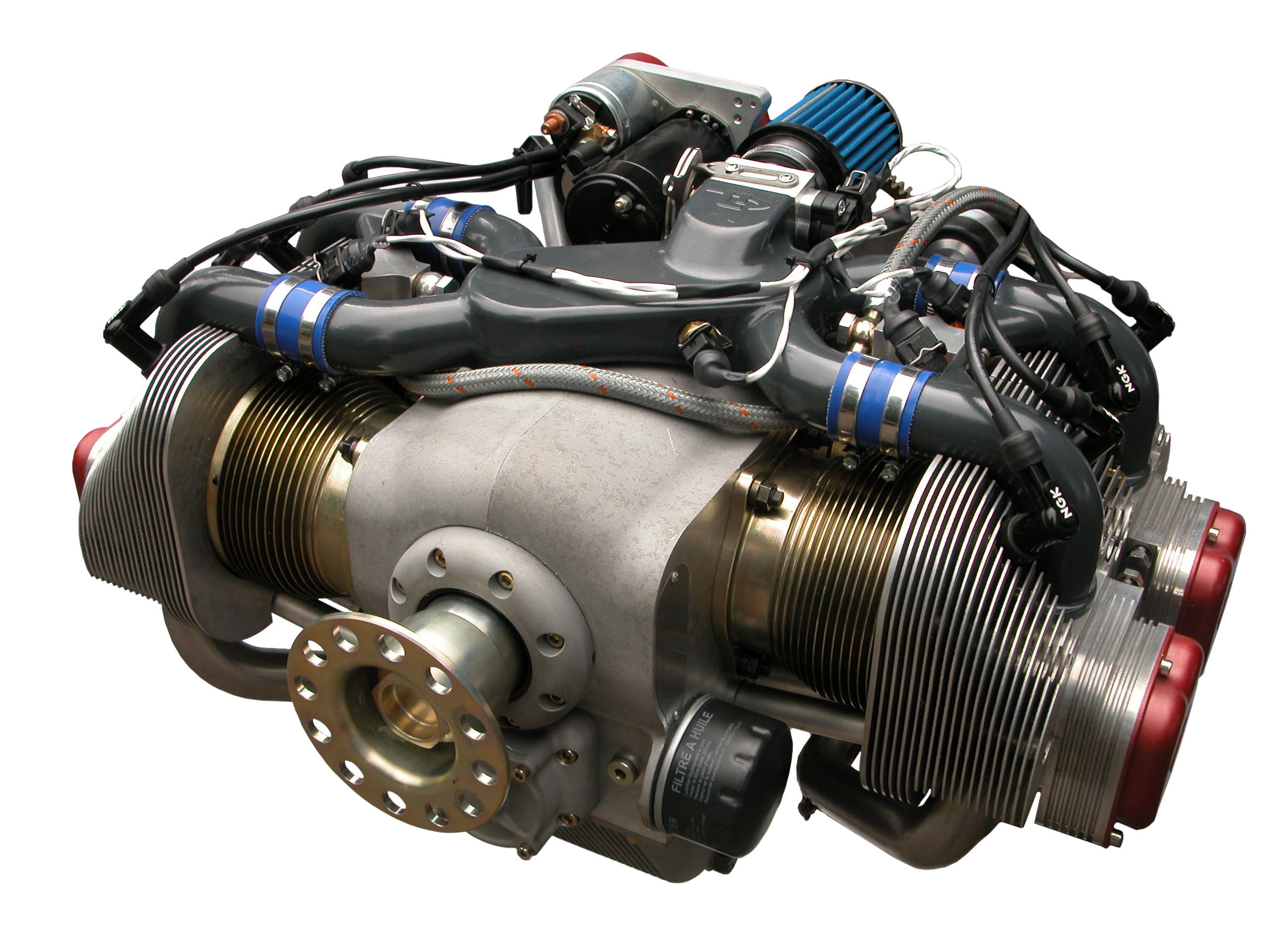
ULPower UL260i, un motor de cilindros horizontalmente opuestos refrigerado por aire.

Un motor en oposición tiene dos bancadas de cilindros ubicadas en los lados del cárter una en contraposición de la otra. Puede ser refrigerado por aire o por líquido, pero las refrigeradas por aire son las predominantes. Este tipo de motor es montado con el cigüeñal en posición horizontal en aeroplanos, pero puede ser montado con el cigüeñal en vertical en helicópteros. Debido a la disposición de los cilindros, las fuerzas recíprocas tienden a cancelarse, resultando en un buen funcionamiento del motor en una geometría relativamente compacta. A diferencia del motor radial, no padece ningún problema de bloqueo hidrostático. 
Relativamente pequeños, livianos y económicos, los motores de cuatro o seis cilindros opuestos refrigerados por aire son de lejos los motores más comúnmente usados en pequeñas aeronaves de aviación general que requieren una potencia no superior a 400 HP (300 kW) por motor. Las aeronaves que necesitan una potencia superior en cada motor tienden a ser propulsados por motores de turbina.

#### Diferencias entre motores con cilindros en oposición
Tanto los motores horizontalmente opuestos, como el sistema Boxer y la V con apertura de 180º, son tres sistemas distintos de motores con cilindros en oposición. Ocasionalmente se confunde el término motores con cilindros en oposición con una de sus variantes, el motor de disposición Boxer usado principalmente en automóviles Porsche. 
- En la disposición Boxer, los pistones que están enfrentándose (dos o tres bancadas de cilindros con pares que se oponen en torno al cigüeñal) se acercan y se alejan del cigüeñal al mismo tiempo que su opuesto, ya que las bielas comparten un mismo muñón perpendicular.
- Otra forma de motor con cilindros en oposición es la V de 180°, en la cual los cilindros confrontados comparten la misma posición en el muñón del cigüeñal (como ocurre con los motores en V de 45°, 60°, 75° o 90° de apertura) y la configuración del orden de encendido se distribuye entre las distintas bancadas. Así en una bancada de cilindros que se oponen, mientras un pistón se acerca al cigüeñal el otro se aleja.
- En los motores con cilindros horizontalmente opuestos (los que se usan comúnmente en aviación), el orden de encendido se ha distribuido de forma tal que los pistones en oposición no comparten la misma posición en el cigüeñal y todos están a destiempo: en el motor Boxer los pistones se alejan y acercan al tiempo del cigüeñal, y en la V de 180° los pistones confrontados se alejan a medida que el otro se acerca al cigüeñal.

## Motores a reacción
Los motores de reacción más habituales son los motores de turbina y el cohete. Aunque también se emplearon de forma menos habitual otro tipo de motores de reacción como el pulsorreactor (desarrollado en Alemania durante la Segunda Guerra Mundial para impulsar las bombas guiadas V1), el estatorreactor (ramjet), el estatorreactor de combustión supersónica (scramjet) o el motor de detonación por pulsos.

### Motores de turbina
Este tipo de motores usan una turbina de gas para producir potencia a lo largo de su estructura, sea para aumentar la potencia del flujo que pasa a través de ellos que para aprovechar su derivación de potencia para mover un mecanismo (eje).
El funcionamiento de estos motores es relativamente más simple que el de los motores recíprocos, sin embargo las técnicas de fabricación, componentes y materiales son mucho más complejos ya que están expuestos a elevadas temperaturas y condiciones de operación muy diferentes en cuanto a altitud, rendimiento, velocidad interna de los mecanismos y durabilidad de las piezas. 

#### Turborreactor
Un turborreactor es un tipo de motor de turbina de gas desarrollado originalmente para aviones de combate durante la Segunda Guerra Mundial en los que una turbina de gas aumenta el flujo de aire que, al ser expelido por una tobera de escape con mayor potencia y temperatura, aportan la mayor parte del empuje del motor, impulsando la aeronave hacia adelante.
El turborreactor es el más básico de todos los motores de turbina de gas para aviación en términos constructivos. Generalmente se divide en zonas de componentes principales que van a lo largo del motor, desde la entrada hasta la salida del aire: en la zona de admisión (parte delantera) hay un compresor que toma el aire y lo comprime, una sección de combustión inyecta y quema el combustible mezclado con el aire comprimido, a continuación una o más turbinas obtienen potencia de la expansión de los gases de escape para mover el compresor de admisión, y al final una tobera de escape acelera los gases de escape por la parte trasera del motor para crear el empuje. Entre los diseños de turborreactores se distinguen dos grandes grupos: los de compresor centrífugo y los de compresor axial.
En el momento que fueron introducidos los turborreactores, la velocidad máxima de un caza equipado con este tipo de motores era por lo menos 160 km/h más veloz que uno con motor de pistones. El célebre Messerschmitt Me 262 fue el primer avión no experimental y de producción en ser propulsado por turborreactores. La relativa simplicidad de diseño de los turborreactores se prestaba para la producción en tiempo de guerra, pero la Segunda Guerra Mundial finalizó antes de que los turborreactores pudieran ser producidos en masa. El modelo más avanzado desarrollado durante la guerra fue el Heinkel HeS 011 pero no llegó a tiempo para entrar en servicio.
En los años posteriores a la guerra, gradualmente se fueron evidenciando los inconvenientes de los turborreactores. Por debajo de una velocidad en torno al Mach 2, los turborreactores son muy ineficientes en cuanto a consumo de combustible y producen una enorme cantidad de ruido. Además los primeros diseños tenían una respuesta muy lenta a los cambios de potencia, un hecho que provocó la muerte a muchos pilotos experimentados cuando intentaron la transición a los reactores. Esos inconvenientes  finalmente condujeron a la caída del turborreactor puro, quedando solo un puñado de modelos en producción y dando paso a los turborreactores de doble flujo conocidos como turbofán o turboventiladores. El último avión comercial que empleó turborreactores fue el avión supersónico Concorde, que con su velocidad superior a Mach 2 permitía que los motores lograran una alta eficiencia.

#### Turbohélice
Estos motores no basan su ciclo operativo en la producción del empuje directamente del chorro de gases que circula a través de la turbina, sino que la potencia que producen se emplea en su totalidad para mover una hélice, y es esta la que genera la tracción para propulsar la aeronave. Debido a que el óptimo funcionamiento de las turbinas de gas se produce a altas velocidades de giro —superiores a 10 000 RPM—, los turbohélice disponen de una caja de engranajes para reducir la velocidad del eje y permitir que la hélice gire a velocidades adecuadas de funcionamiento e impedir que las puntas de sus palas alcancen velocidad supersónica. A menudo la turbina que mueve la hélice está separada del resto de componentes rotativos para que sean libres de girar a su óptima velocidad propia (se conocen como motores de turbina libre). Los turbohélice son muy eficientes cuando operan dentro del rango de velocidades de crucero para las que fueron diseñados, que en general va desde los 320 a los 640 km/h. Al igual que en la mayoría de motores recíprocos que propulsan aviones con hélice, los motores cuentan con gobernadores mecánicos que mantienen fija la velocidad de la hélice al regular el paso de sus palas (hélice de velocidad constante y paso variable). La potencia de los motores turbohélice, al igual que los turboeje, se mide por su potencia en eje, en inglés: shaft horsepower (SHP), normalmente en caballos de potencia o kilovatios; en ocasiones la potencia en SHP se traduce como "turbocaballos".

#### Turboeje
Un motor turboeje es un motor de turbina de gas que entrega su potencia a través de un eje. Estos motores son utilizados principalmente en helicópteros y en unidades de energía auxiliar. El turboeje es muy similar al turbohélice, con una diferencia clave: en el turbohélice la hélice está conectada directamente al motor, y el motor está fijado a la estructura de la aeronave; en un turboeje el motor no tiene que ofrecer un soporte físico directo a los rotores del helicóptero, ya que el rotor está conectado a una transmisión fijada a la estructura y el turboeje simplemente transmite la potencia mediante un eje de transmisión. Algunos ven esta distinción poco relevante, de hecho, en algunos casos las compañías fabricantes de motores producen turbohélices y turboejes basados en el mismo diseño (como el motor Pratt & Whitney Canada PT-6 con variante A para aviones y B y C para helicópteros u otras aplicaciones motrices e industriales).

#### Turbofán
En el motor turbofán (turbosoplante o turboventilante) los gases generados por la turbina son empleados mayoritariamente en accionar un ventilador (fan) constituido por álabes y situado en la parte frontal del sistema que produce la mayor parte del empuje, dejando para el chorro de gases de escape solo una parte del trabajo (aproximadamente el 30%).
Estos motores comenzaron a usar el sistema de flujo axial, que mantiene la corriente de aire comprimido presionada hacia el eje de la turbina, por lo que el aire sale propulsado con mayor velocidad y con menos tendencia a disiparse de la corriente de salida. Esto incrementa notablemente la eficiencia.
Otro gran avance del Turbofan fue la introducción del sistema de doble flujo en el cual, el ventilador frontal es mucho más grande ya que permite que una corriente de aire circule a alta velocidad por las paredes externas del motor, sin ser comprimido o calentado por los componentes internos. Esto permite que este aire se mantenga frío y avance a una velocidad relativamente igual al aire caliente del interior, haciendo que cuando los dos flujos se encuentren en la tobera de escape, formen un torrente que amplifica la magnitud del flujo de salida y a la vez lo convierte en un flujo más estrecho, aumentando la velocidad total del aire de salida y también reduciendo las emisiones de ruido. Este tipo de motor tiene una gran entrega de empuje, permitiendo el desarrollo de aviones con capacidad de carga y transporte de pasajeros mucho más grande, y al nivel que conocemos en la actualidad. Es el motor utilizado por la mayoría de los aviones de reacción modernos por su elevado rendimiento y relativa economía de combustible respecto a un Turbojet.
Normalmente son motores de dos ejes, uno para la turbina de gas y otro para el ventilador. Sin embargo Rolls Royce plc produce motores turbofan de tres ejes, que corresponden a los modelos de la serie Trent.

### Cohete
Pocos aviones utilizaron motores cohete como principal medio de propulsión. El único avión cohete puro producido en serie fue el interceptor alemán de la Segunda Guerra Mundial Messerschmitt Me 163, propulsado el Walter HWK 109-509 de combustible líquido bipropelente, que debido a la corta duración de su combustible tenía que regresar a tierra planeando. Como aviones cohete experimentales destacan el Bell X-1 (primer avión en superar la barrera del sonido pilotado por Chuck E. Yeager) y el North American X-15.

Los motores cohete ofrecen gran empuje pero escasa autonomía y no son usados como propulsores de aviones porque su eficiencia es bastante pobre, excepto a altas velocidades. Se probó la propulsión mixta con otro tipo de motores en los años 1950, especialmente en el ámbito militar, pero en cuanto mejoró la fiabilidad y aumentó la potencia específica de los motores de reacción, la idea se abandonó. La única implementación operacional de propulsión mixta, y que de hecho se sigue utilizando, fue el despegue asistido por cohetes (RATO), un sistema utilizado en aviones pesados de transporte militar para despegar en distancias extremadamente cortas, experimentado también en la fase de diseño y prueba del Boeing 727.

## Otros motores alternativos
Recientemente se han desarrollado algunos motores alternativos de ciclo Diésel realizados en materiales ligeros, a partir del campo en el que se ubican los motores de cilindros horizontalmente opuestos. El motor Diésel ofrece un mayor par motor relativo en bajas revoluciones de operación, dificultad que los motores de gasolina usados en aviación confrontan ya que deben entregar máxima potencia a revoluciones más bajas que en motores de automoción con el fin de incrementar la durabilidad y rentabilidad.
Las compañías que trabajan en su desarrollo se empeñan por producir motores que tengan el económico consumo de combustible del Diésel, con la refrigeración por aire de los motores actuales. También se hace énfasis en reducir las emisiones ya que la tecnología actual de los motores Diésel permite ofrecer motores más amables al medio ambiente que los motores que usan gasolina de 100 octanos, ya que para alcanzar este octanaje tan elevado no puede prescindirse del uso del plomo como se hace en los automóviles. Además el motor Diésel ha probado tener un sistema de reparación que involucra menos componentes (en algunos casos sólo se cambian pasadores de pistón, anillos, y bomba de inyección) y su durabilidad es mucho mayor. Esto ampliaría notablemente las horas TBO (time between overhauls) haciendo que operar aviones con motores recíprocos se convierta en una actividad menos costosa para los propietarios y operadores.
La NASA ha desarrollado motores eléctricos para algunos desarrollos aeroespaciales que incluyen la alimentación energética por medio de energía solar fotovoltaica.